# Голубов, Святослав Владимирович
Святослав Владимирович Голубов (01.11.1908 — ?) — советский горный инженер, лауреат Ленинской премии.

## Биография
Окончил горный факультет Донского политехнического института (1930).
Во время Великой Отечественной войны — главный инженер треста «Кизелшахтострой».
В конце 1940 — начале 1950-х гг. инженер комбината «Сталиншахтострой».
В 1955—1957 зам. министра строительства угольных предприятий СССР и первый зам. министра строительства угольных предприятий УССР.
С июля 1957 г. первый зам. председателя Сталинского совнархоза. С 1962 начальник треста «Главхарьковстрой».
На 1976 год — заместитель Председателя Госплана Украинской ССР.
Депутат Верховного Совета Украинской ССР VI созыва (1963—1967). Делегат XXIV съезда Коммунистической партии Украины (17-20 марта 1971 года).
Член-корреспондент Украинской академии строительства и архитектуры в 1956—1962 (во время её существования).
Умер после 1987 года. 

## Награды
- Ленинская премия 1957 года — за усовершенствование методов проходки вертикальных стволов шахт.

## Сочинения
Автор книг:
- Об управлении в строительстве. Опыт, анализ, рекомендации [Текст] / С. В. Голубов. — Киев : Будівельник, 1987. — 224 с. : табл
- Скоростная проходка вертикальных шахтных стволов в Донбассе / С. В. Голубов ; М-во угольной пром-сти СССР, Техн. упр., Центр. ин-т техн. информации. Москва : [Б. и.], 1954. 48 с.
- Проведение горных выработок в Чехословакии. — Сталино: Кн. изд-во, 1960.
- Специализация в строительстве предприятий угольной промышленности УССР. — М.: Углетехиздат, 1957.